# Komsomolez-Insel
Die Komsomolez-Insel (russisch остров Комсомолец) ist die nördlichste und drittgrößte Insel des russischen Sewernaja-Semlja-Archipels im Arktischen Ozean.
Die etwa 9.000 km² große Insel ist zu ca. 65 % vergletschert und erreicht eine maximale Höhe von 780 m.
Die Insel wurde zuerst durch eine Expedition von Georgi Uschakow und Nikolai Urwanzew erforscht und benannt.
Eine Initiative zur Rückbenennung der Insel in Heilige Maria (Святая Мария) und des Archipels in Nikolaus-II-Land (Земля Императора Николая II) scheiterte 2007 an der Ablehnung durch das Regionalparlament der Region Krasnojarsk.
Den nördlichsten Punkt der Insel bildet Kap Arktitscheski.

## Fotogalerie

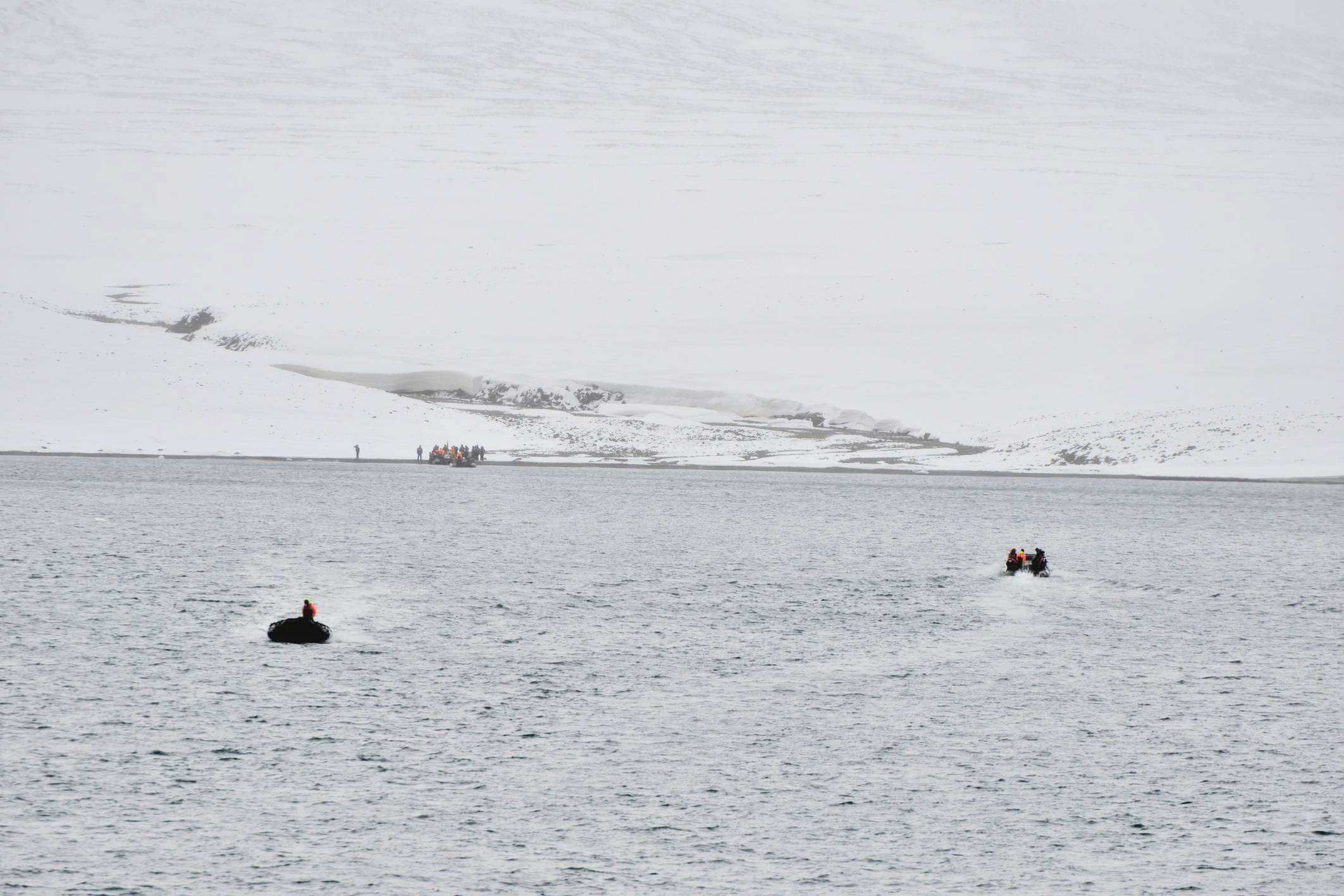
Krenkel-Bucht (Nordostküste der Komsomolez-Insel; 80° 40′ N, 97° 30′ O)
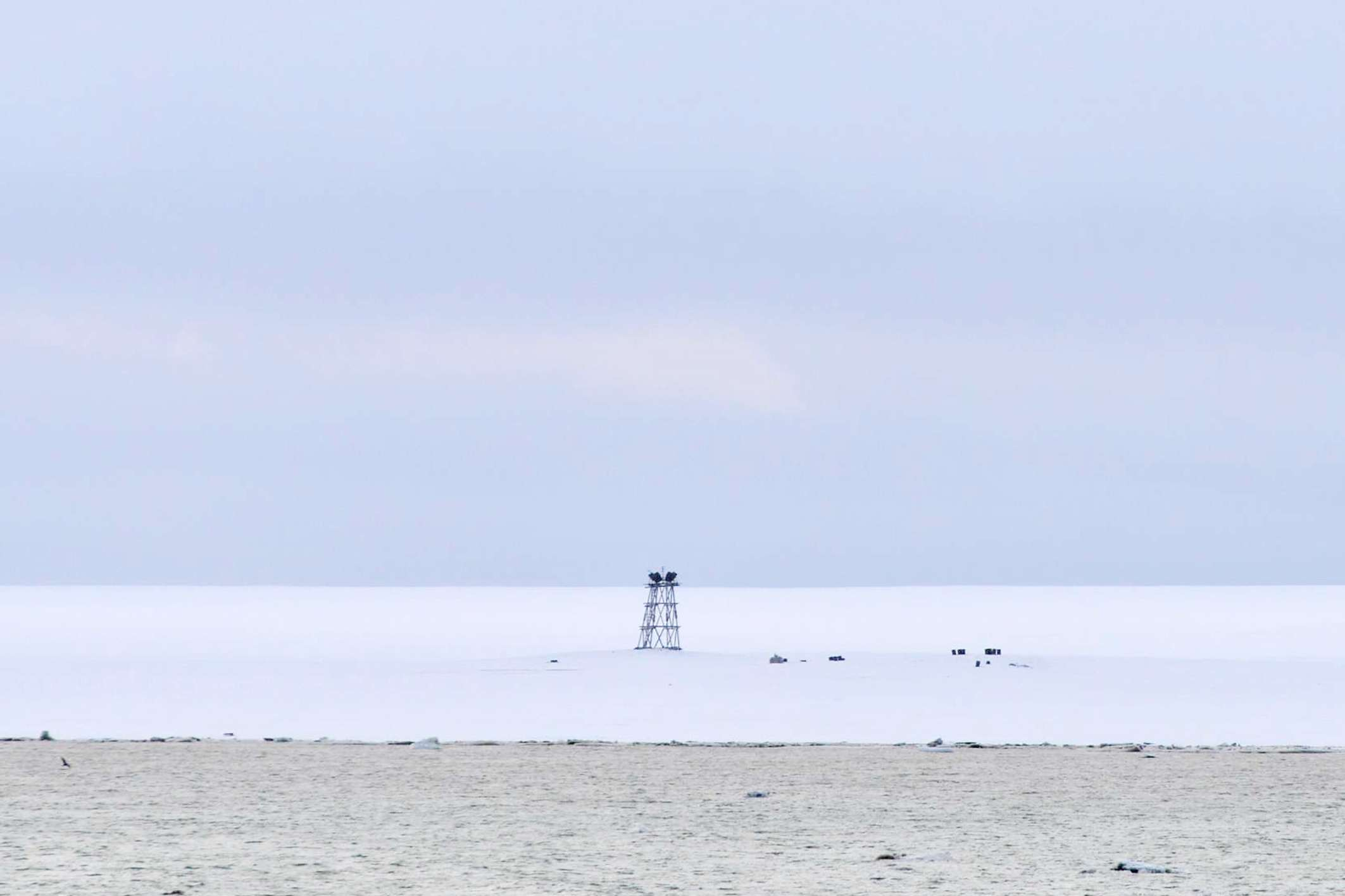
Aufgegebene russische Polarstation Isluchina (Nordostküste der Komsomolez-Insel; 81 °N, 96° 33′ O)
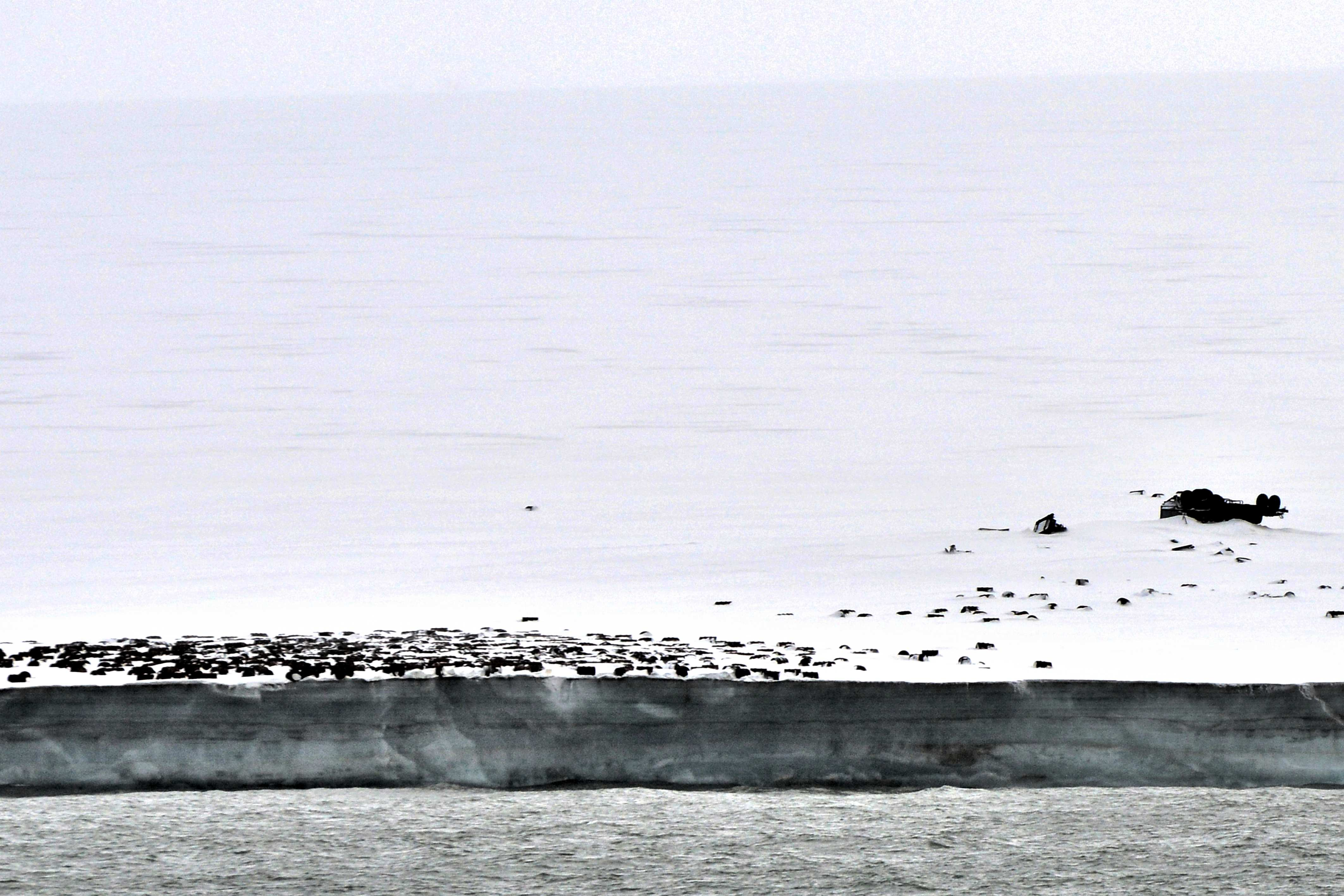
Komsomolez-Insel: Schrott und Ölfässer am Kap Arktitscheski (81° 15′ N, 95° 39′ O)
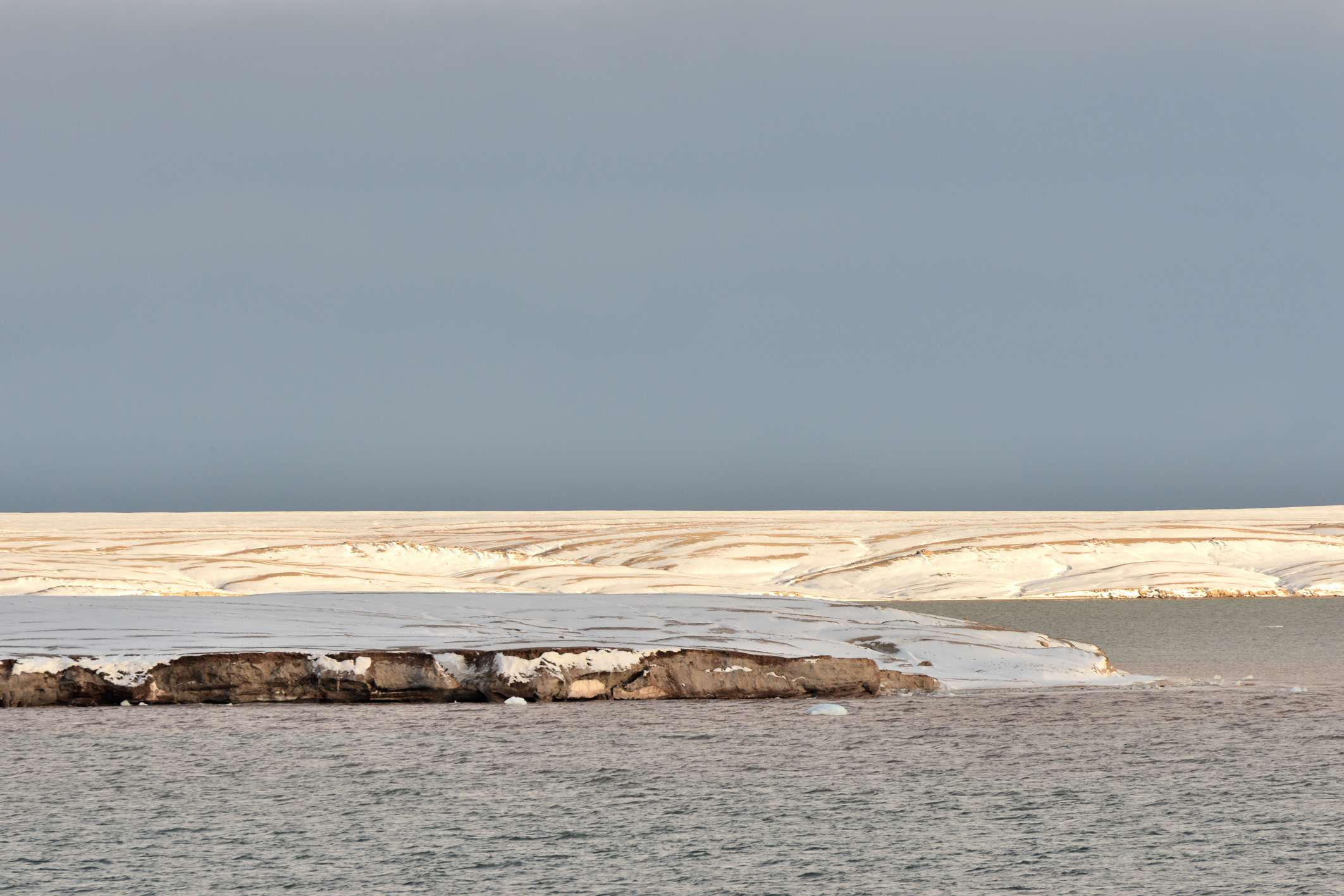
Schurawljow-Bucht an der Westküste der Komsomolez-Insel (80° 44′ N, 93° 19′ O)